# Sørensenite
La sørensenite è un minerale della classe dei silicati. Prende il nome da Henning Sørensen, mineralogista, petrografo e professore di geologia dell'Università di Copenaghen (Danimarca).
Fu approvata come specie mineralogica dall'Associazione Mineralogica Internazionale (IMA) nel 1965.